# Châteauneuf (Saône-et-Loire)
Châteauneuf ist eine französische Gemeinde mit 89 Einwohnern (Stand: 1. Januar 2022) im Saône-et-Loire in der Region Bourgogne-Franche-Comté. 

## Geographie
Châteauneuf wird umgeben von Saint-Maurice-lès-Châteauneuf im Norden, von Tancon im Südwesten und von Saint-Martin-de-Lixy im Westen. 

## Bevölkerungsentwicklung
| 1962 | 1968 | 1975 | 1982 | 1990 | 1999 | 2006 | 2012 | 2020 |
| 218  | 207  | 162  | 149  | 110  | 110  | 100  | 120  | 93   |

## Sehenswürdigkeiten
- Romanische Pfarrkirche Saint-Pierre-Saint-Paul aus dem 12. Jahrhundert, seit 1862 als Monument historique klassifiziert
- Burg Le Banchet. Spuren der früheren, im Jahr 1445 zerstörten Burg sind ein Erdhügel und Reste einer Rundmauer, Das heutige Gebäude wurde um 15. Jahrhundert teilweise neu gebaut und im 19. Jahrhundert restauriert. Die Burg ist seit 2001 in Teilen als Monument historique eingeschrieben.

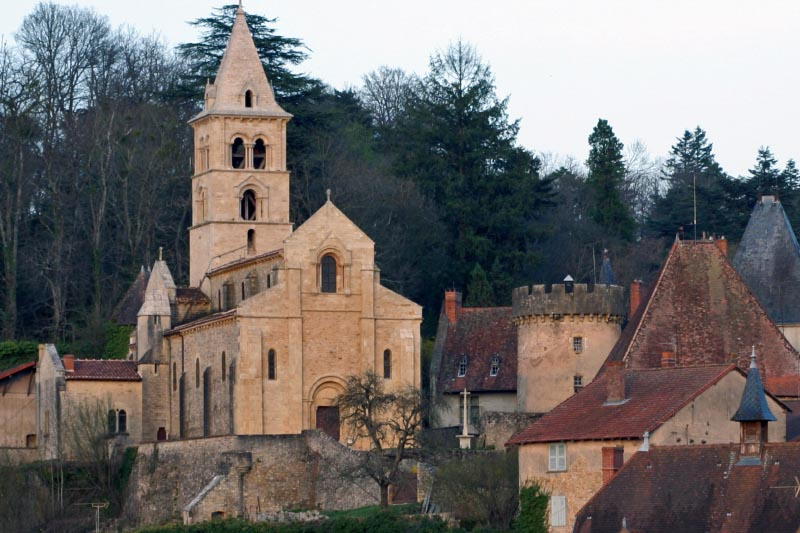
Ansicht der Pfarrkirche von Westen
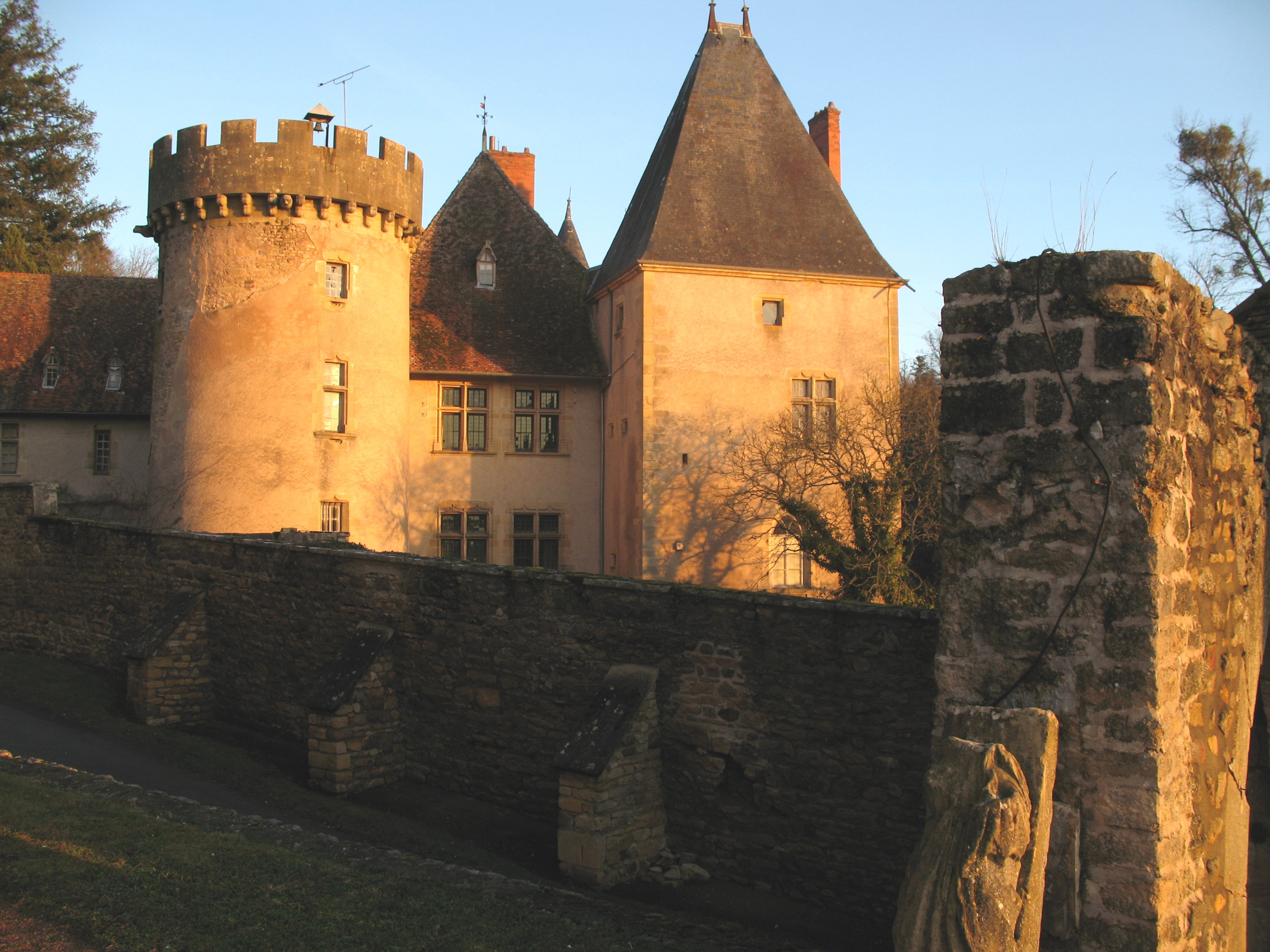
Burg Le Banchet
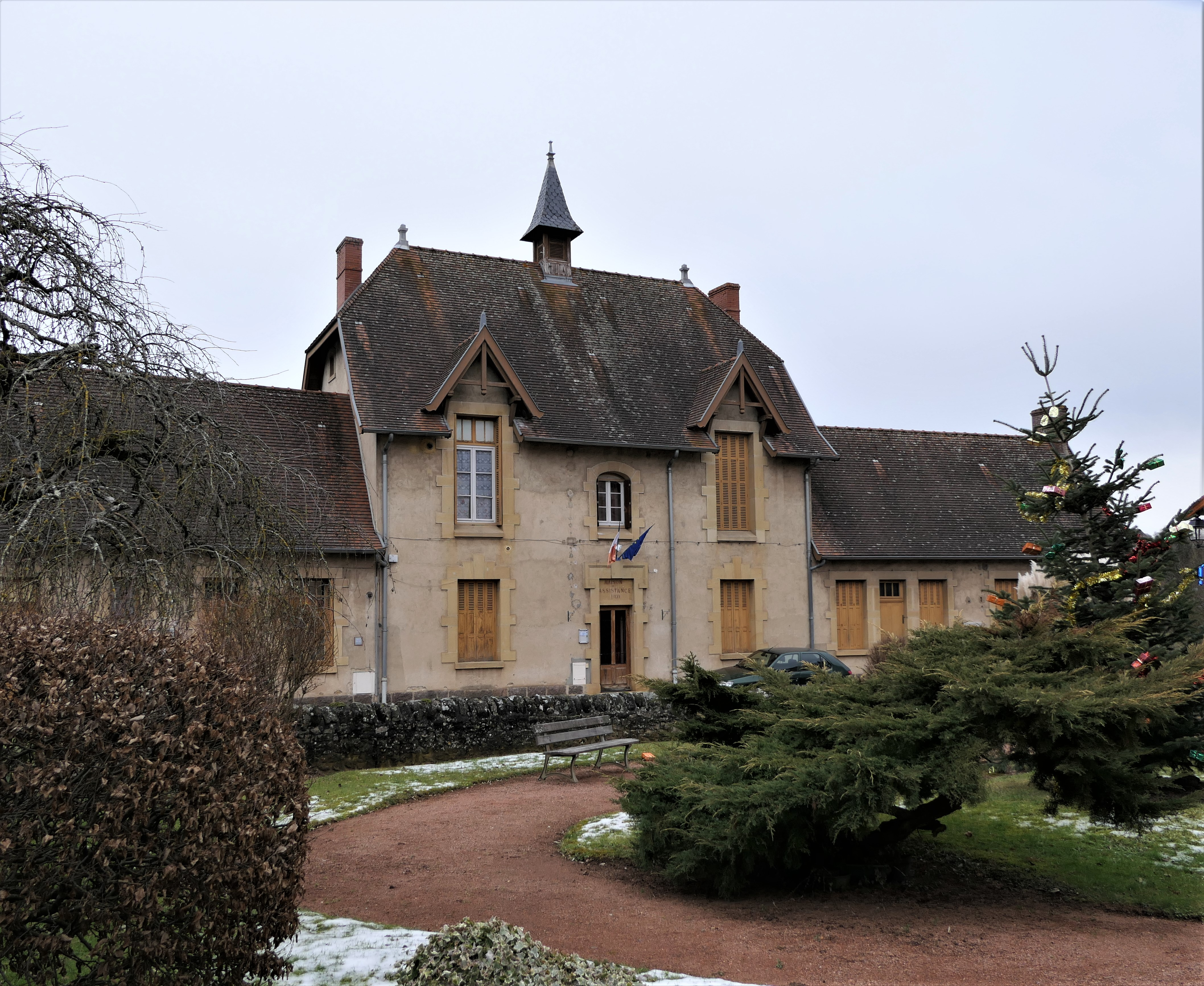
Bürgermeisteramt (Mairie) und ehemaliges Wohlfahrtshaus
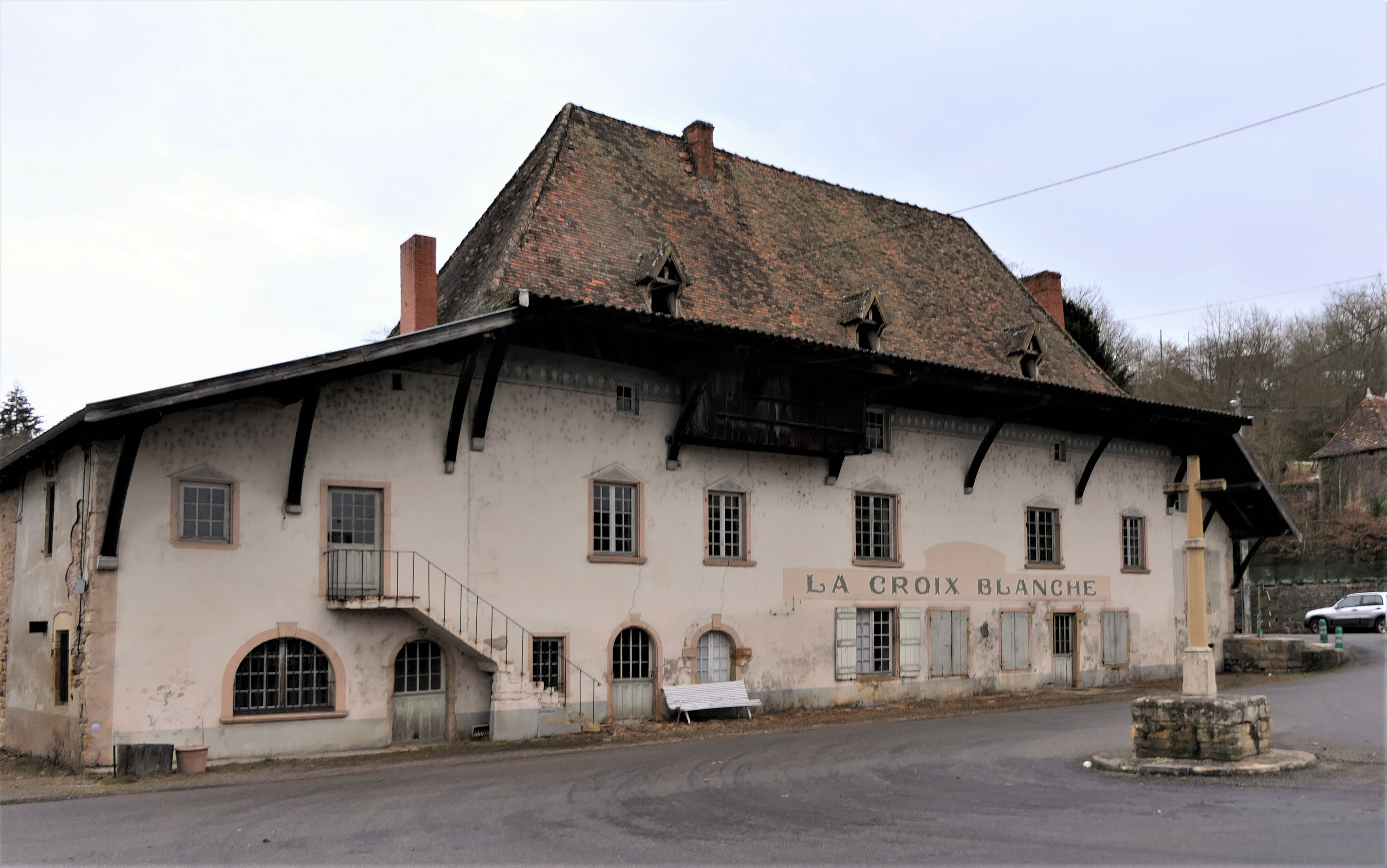
Ehemalige Herberge La Croix Blanche

## Persönlichkeiten
- Déodat Gratet de Dolomieu (1750–1801), französischer Geologe und Mineraloge, hier gestorben